# 潼関県
潼関県（どうかん-けん）は、中華人民共和国陝西省渭南市に位置する県。

## 地理
潼関県は関中平原の東部、秦嶺山脈の北、渭河、洛河の南、華山の東に位置し、山西、陝西、河南の3省を結ぶ交通の要衝であり、古より軍事家による争奪の地となった。潼関は地形険峻にして、長安の東の藩屏であった。

## 歴史
殷代は定国に属し桃林と称されていた。周代になると畿内地域とされ渭汭と称された。春秋時代には晋に属し桃林塞と称され秦に対抗する戦略拠点とされた。前453年、魏に属するようになり、前332年に寧秦県が設置された。紀元前205年に雍王章邯が漢の上将軍韓信に攻撃されて、籠城するも当地で自害した。
前202年、前漢は船司空衙門を設置し、黄河及び渭河の水運を監督するようになり、船司空県と称されるようになった。9年（始建国元年）、新朝を立てた王莽により一時船利県と改称されたが、後漢が成立すると船司空県に戻された。213年（建安18年）、船司空県は華陰県に編入され、その後三国魏・晋にかけて沿襲された。534年（永熙3年）、北魏により定城県を設置、更に西魏により敷西県に編入され北周に至った。
583年（開皇3年）、中国統一を達成した隋代は敷西県を華州（後に京兆郡）の管轄とし、その2年後に華陰県と改称した。唐代になると685年（垂拱元年）に仙掌県と一時改称されたが、706年（神龍2年）に華陰県と改められ元末まで沿襲された。
明代が成立すると1374年（洪武7年）に潼関守禦千戸所を設置、清代になると1724年（雍正2年）に潼関県と改称され、その後潼関庁と改称された。
中華民国が成立すると1913年に再び潼関県が設置され現在に沿襲されている。

## 行政区画
- 街道:城関街道
- 鎮:秦東鎮、太要鎮、桐峪鎮、代字営鎮